# Arrow Line
La línea Arrow (en inglés: Arrow Line) es un servicio y línea del tren de cercanías Metrolink en California, Estados Unidos. La línea opera entre las estaciones San Bernardino–Downtown en San Bernardino y University of Redlands en Redlands, en el área metropolitana del Gran Los Ángeles.

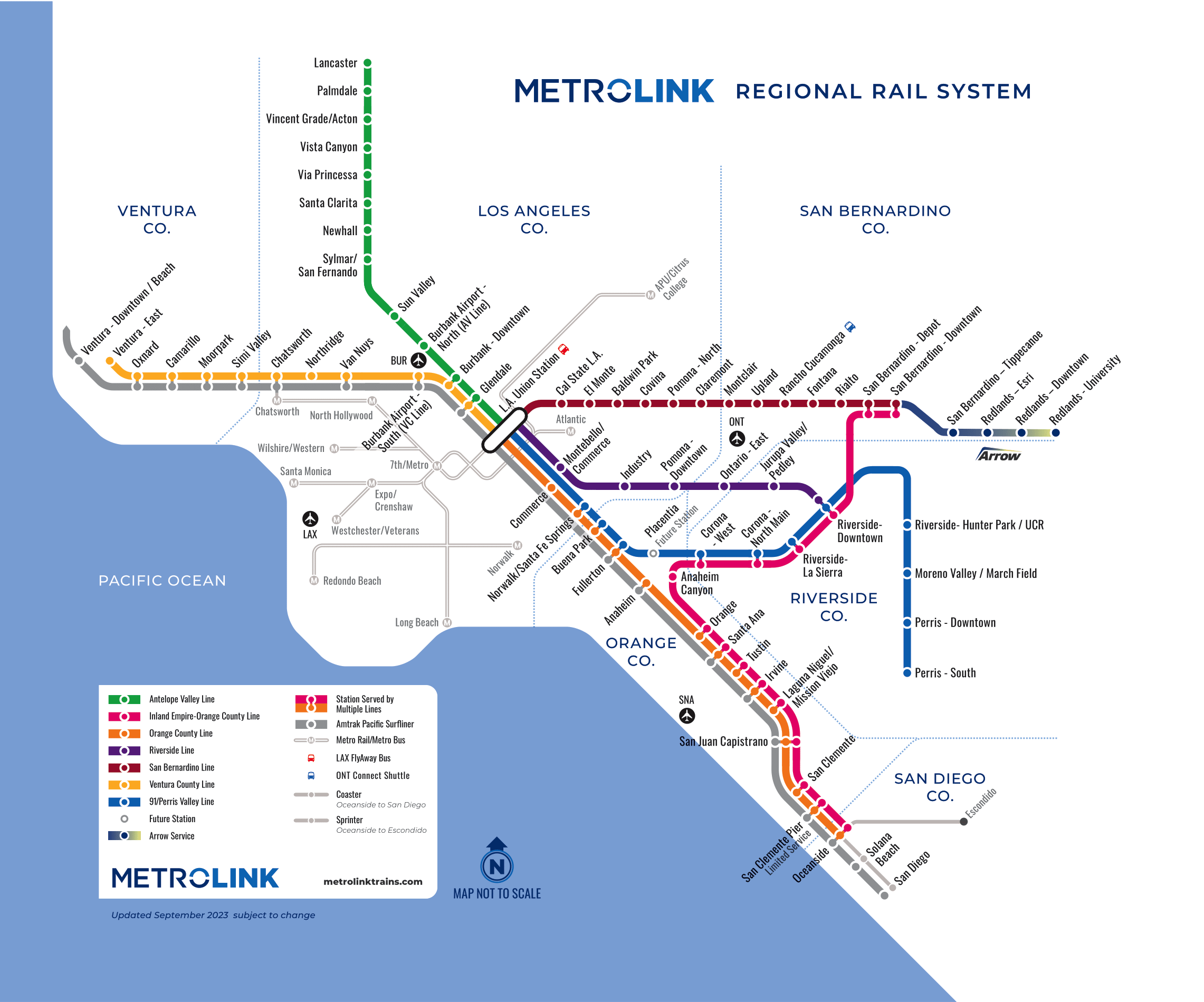
Linea Arrow en color azul/verde-amarillo 2025

Logo de Linea Arrow

## Historia
En el siglo XVIII la ciudad de Redlands fue servida por el tranvía «Red Car» (‘coches rojos’) de Pacific Electric. La línea Upland–San Bernardino se inauguró en 1905 y fue abandonada en 1937, dejando la infraestructura existente usada por el Arrow, que incluye la vía de paso de la Pacific Electric y la estación de Downtown Redlands. La construcción del Arrow comenzó en 2019 con un coste de 360 mil millones de dólares. El servicio se inauguró el 24 de octubre de 2022.
Las unidades de diésel Stadler FLIRT, construidas por Stadler Rail, fueron seleccionadas por un coste de 31,4 millones de dólares. Se trata de un tipo de tren ligero que utiliza pilas de combustible de hidrógeno, uno de los primeros de Estados Unidos.
| Marca y Modelo | Tipo              | En servicio | Numeros   | Cantidad | Notas                              |
| -------------- | ----------------- | ----------- | --------- | -------- | ---------------------------------- |
| Stadler FLIRT  | UDM               | 2022        | 3401–3403 | 3        |                                    |
| Stadler FLIRT  | Tren de hidrógeno | 2024        | 3501      | 1        | Opción para 3 unidades adicionales |

## Frecuencia
La ruta de 14 km utiliza una línea ferroviaria de Ferrocarril de Atchison, Topeka y Santa Fe. Principalmente una línea de vía singular, se construyeron 3,2 km de vía doble para permitir que los vehículos se crucen.
Arrow opera todo los días aproximadamente entre las 4:00 a.m. y las 11:00 p.m. Llegan cada 30 minutos por la mañana y por la noche, y cada 60 minutos desde medio día hasta media tarde. Los fines de semana, los trenes operan entre las 7:30 a.m. y las 10:00 p.m., con una frecuencia de 60 minutos. La mayoría de los horarios de los viajes están coordinados para permitir tiempos de conexión relativamente cortos con los trenes de la línea San Bernardino en el Centro de Tránsito de San Bernardino para viajes hacia Los Ángeles.
Un tren expreso de la línea San Bernardino sale de la estación Redlands-Downtown station, cada mañana semanal para Union Station de Los Ángeles. En la tarde regresa el tren expreso para Redlands.

## Estaciones
La línea San Bernardino opera 5 estaciones de tiempo completo. Son de este a oeste:
| Estación                          | Conexiones | Localidad      | Localidad      |
| Estación                          | Conexiones | Ciudad         | Condado        |
| --------------------------------- | --- | -------------- | -------------- |
| San Bernardino-Downtown station   | : Línea San Bernardino Línea Inland Empire-Orange County líneas de bus - - Omnitrans: rutas 1, 2, 3, 4, 6, 8, 10, 14, 15, 215, 290, 300 y 305. - Beaumont Transit: ruta 120 - Mountain Transit: rutas 5, 6 - Riverside Transit Agency: ruta 200 - SunLine Transit Agency: ruta 10 - Victor Valley Transit Authority: ruta 15 - FlixBus - SbX - Green Line | San Bernardino | San Bernardino |
| San Bernardino-Tippecanoe station | | San Bernardino | San Bernardino |
| Redlands-ESRI station             | | Redlands       | San Bernardino |
| Redlands-Downtown station         | : Línea San Bernardinostation (servicio limitado Express - entre semana) líneas de bus - - Omnitrans - ruta: 8, 15 y 19 - Beaumont Transit - ruta: 125 | Redlands       | San Bernardino |
| University of Redlands station    | | Redlands       | San Bernardino |